# María Olivia Mönckeberg
María Olivia Mönckeberg Pardo (Santiago, 29 de mayo de 1944) es una periodista, ensayista y académica chilena, Premio Nacional de Periodismo 2009.
Es profesora titular de la Universidad de Chile y exdirectora del Instituto de la Comunicación e Imagen (ICEI). Su trabajo se ha desarrollado en el área de periodismo de investigación en Chile y ha publicado varios libros de alto impacto en el momento de su publicación.

## Carrera profesional
En 1972 se tituló de periodista de la Universidad Católica de Chile. Un año antes, en 1971, había iniciado su trabajo profesional en la revista de su alma mater Debate Universitario.
En septiembre de 1973 ingresó a la revista Ercilla, donde estuvo hasta comienzos de 1977, año en que fue una de las fundadoras de la revista Hoy, en la que se mantuvo hasta 1981 como editora de Economía y Sociedad. Ese año se incorporó a la revista política Análisis, opositora a la dictadura militar, en donde fue editora general y subdirectora hasta 1987. 
Durante la década de 1980 fue fundadora del Movimiento Mujeres por la Vida y en 1984 recibió el Premio Internacional de Periodismo Louis Lyon (Louis Lyons Award for Conscience and Integrity in Journalism), otorgado por la Fundación Nieman de la Universidad de Harvard, Estados Unidos. 
En 1987 ingresó al diario La Época, donde trabajó hasta marzo de 1990, cuando asumió como editora general del diario La Nación, periódico en donde estuvo a cargo de las entrevistas políticas dominicales entre 1994 y 1998. También fue directora de prensa de Radio Nacional, entre 1992 y 1994.
Paralelamente, ocupó varios cargos en el Colegio de Periodistas de Chile; fue consejera nacional entre 1985 y 1990, miembro de la Directiva Nacional, y presidenta de la Comisión de Libertad de Expresión entre 1985 y 1988. 
Es también miembro fundadora del Consejo del Observatorio del Libro y la Lectura, formado en julio de 2012 por la Universidad de Chile y la Cámara Chilena del Libro, e integró el Consejo Asesor del Fondo de Estudios sobre el Pluralismo de la Comisión Científica y Tecnológica, Conicyt, entre los años 2009 y 2011.

## Carrera académica

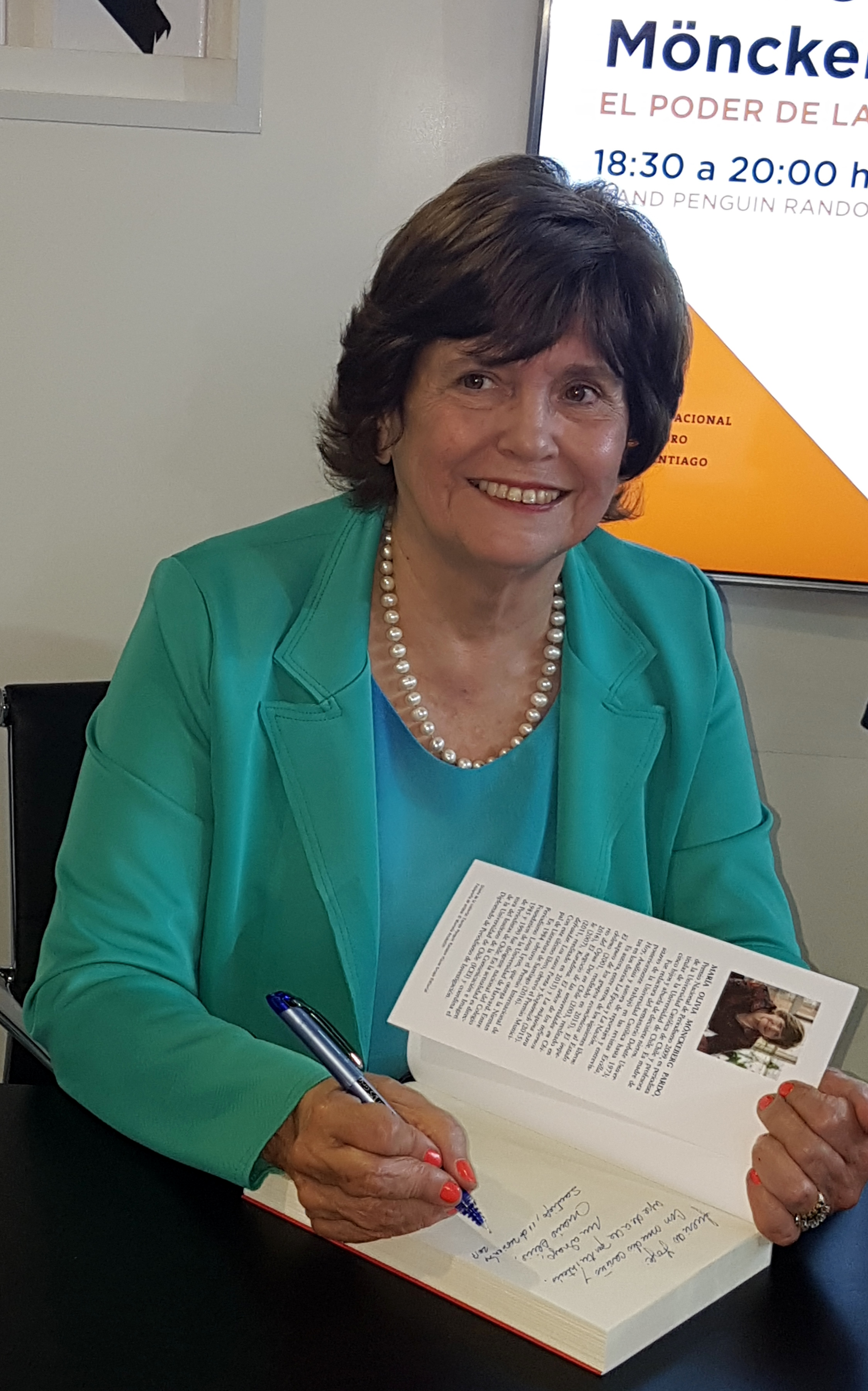
Mönckeberg en la FILSA 2017.

Profesora titular de la Universidad de Chile, fue directora del Instituto de la Comunicación e Imagen (ICEI) de esa casa de estudios por dos periodos consecutivos, desde 2010 a agosto de 2018, año en que es sucedida por la profesora y periodista Loreto Rebolledo. Actualmente ejerce las cátedras ética y tratamientos periodísticos en la Escuela de Periodismo de periodismo de investigación, de la Escuela de Periodismo. A la vez, coordina el Diplomado de Periodismo de Investigación del ICEI.

## Publicaciones
- Crimen bajo estado de sitio, Editorial Emisión (1986)
- El saqueo de los grupos económicos al Estado de Chile, Ediciones B (2001)
- El imperio del Opus Dei en Chile, Ediciones B (2003). Sacó una versión actualizada en 2016 en el sello Debate[6]
- La privatización de las universidades. Una historia de dinero, poder e influencias, La Copa Rota (2005)
- El negocio de las universidades en Chile, Random House Mondadori (2007)
- Los magnates de la prensa, Random House Mondadori (2009)
- Karadima. El señor de los infiernos, Ramdon House Mondadori (2011)
- Con fines de lucro, Random House Mondadori (2013)
- La máquina para defraudar. Casos Penta y Soquimich, Penguin Random House (2015)
- El poder de la UDI. 50 años del gremialismo en Chile, Debate (2017)

## Premios y reconocimientos
- Premio Internacional de Periodismo Louis Lyon 1984 (Louis Lyons Award for Conscience and Integrity in Journalism, otorgado por la Fundación Nieman de la Universidad de Harvard)
- Finalista de los Premios Altazor 2006 con La privatización de las universidades
- Premio Nacional de Periodismo 2009
- Finalista de los Premios Altazor 2011 con Karadima. El señor de los infiernos
- Premio N'aitún 2013 (Corporación Cultural Artistas Pro Ecología)
- Premio Municipal de Literatura de Santiago 2016 por su libro La máquina para defraudar. Casos Penta y Soquimich